# قاي ديلورم
قاي ديلورم (بالفرنسية: Guy Delorme)‏ هو ممثل فرنسي، ولد في 23 مايو 1929 في Mary-sur-Marne ‏ في فرنسا، وتوفي في 26 ديسمبر 2005 في Bry-sur-Marne ‏ في فرنسا.

## أعمال

### أفلام
- (1967) فانتوماس ضد سكوتلاند يارد
- (1979) حاصد القمر[3]

## وصلات خارجية
- قاي ديلورم على موقع IMDb (الإنجليزية)
- قاي ديلورم على موقع روتن توميتوز (الإنجليزية)
- قاي ديلورم على موقع ألو سيني (الفرنسية)
- قاي ديلورم على موقع أول موفي (الإنجليزية)
- قاي ديلورم على موقع قاعدة بيانات الأفلام السويدية (السويدية)
- قاي ديلورم على موقع قاعدة بيانات الفيلم (الإنجليزية)
- قاي ديلورم على موقع كينوبويسك (الروسية)